# James Angus Gillan
James Angus Gillan (Aberdeen, 11 de octubre de 1885-Leigh, 23 de abril de 1981) fue un deportista británico que compitió en remo. 
Participó en dos Juegos Olímpicos de Verano en los años 1908 y 1912, obteniendo dos medallas, oro en Londres 1908 y oro en Estocolmo 1912.

## Palmarés internacional
| Juegos Olímpicos | Juegos Olímpicos      | Juegos Olímpicos | Juegos Olímpicos   |
| Año              | Lugar                 | Medalla          | Prueba             |
| ---------------- | --------------------- | ---------------- | ------------------ |
| 1908             | Londres (Reino Unido) | Medalla de oro   | Cuatro sin timonel |
| 1912             | Estocolmo (Suecia)    | Medalla de oro   | Ocho con timonel   |